# 奥尔纳雪-巴尔班
奥尔纳雪-巴尔班（法語：Ornacieux-Balbins，法語發音：[ɔʁnasjø balbɛ̃]）是法国伊泽尔省的一个市镇，属于维埃纳区。该市镇于2019年由原市镇奥尔纳雪和巴尔班合并而成，行政中心位于奥尔纳雪。

## 地理
奥尔纳雪-巴尔班（45°24'5"N, 5°12'42"E）面积12.15 平方千米，位于法国奥弗涅-罗讷-阿尔卑斯大区伊泽尔省，该省份为法国东南部内陆省份，北起顺时针与安省、萨瓦省、上阿尔卑斯省、德龙省、阿尔代什省、卢瓦尔省和罗讷省。
与奥尔纳雪-巴尔班接壤的市镇（或旧市镇、城区）包括：波特德博讷沃、博雪、珀诺勒、萨尔迪约、拉科特圣安德烈。
奥尔纳雪-巴尔班的时区为UTC+01:00、UTC+02:00（夏令时）。

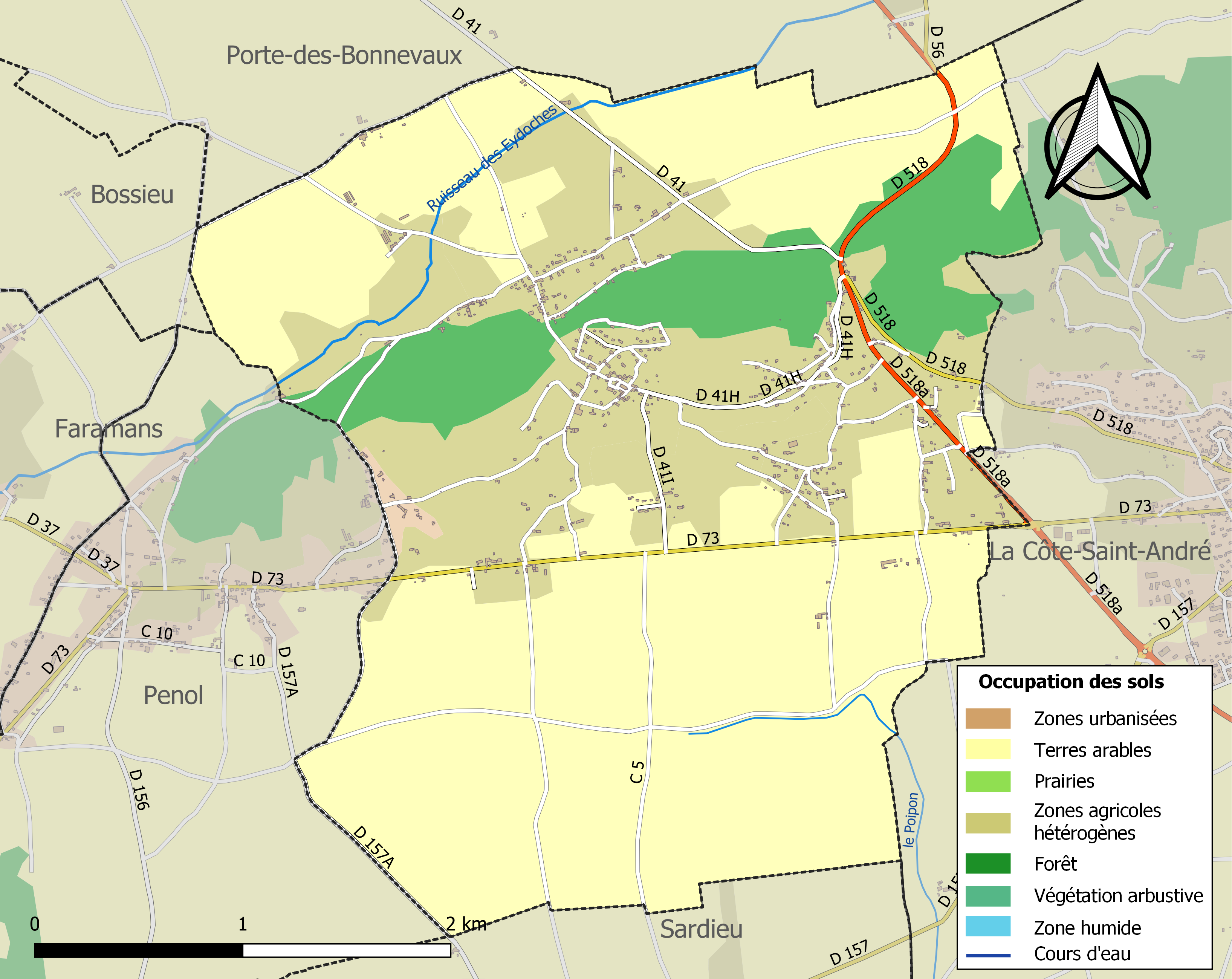
奥尔纳雪-巴尔班的OSM定位图

## 行政
奥尔纳雪-巴尔班的邮政编码为38260，INSEE市镇编码为38284。

## 政治
奥尔纳雪-巴尔班所属的省级选区为比耶夫尔县。

## 人口
奥尔纳雪-巴尔班于2022年1月1日时的人口数量为878人。